# Юбилейная медаль «300 лет Российскому флоту»
Юбиле́йная меда́ль «300 лет Росси́йскому фло́ту» — юбилейная медаль Российской Федерации, учреждённая Указом Президента Российской Федерации от 10 февраля 1996 года № 176 как государственная награда Российской Федерации.
С 7 сентября 2010 года медаль не является государственной наградой Российской Федерации.

## Положение о юбилейной медали «300 лет Российскому флоту»
Юбилейной медалью «300 лет Российскому флоту» награждаются граждане Российской Федерации:
- военнослужащие, состоящие на службе в Военно-Морском Флоте, морских силах Федеральной пограничной службы Российской Федерации, если они удостоены государственных наград Российской Федерации, РСФСР, СССР и безупречно прослужили на кораблях и на должностях летного состава морской авиации 10, а в других морских частях 20 и более лет в календарном исчислении на день вступления в силу указа о награждении,

- военнослужащие Военно-Морского Флота, принимавшие участие в боевых действиях с немецко-фашистскими захватчиками и японскими милитаристами в 1941—1945 годах, адмиралы, генералы, офицеры, мичманы (прапорщики), старшины и матросы, состоящие в запасе (отставке), уволенные из Вооруженных Сил Российской Федерации, Вооруженных Сил СССР, Федеральной пограничной службы Российской Федерации, пограничных войск КГБ СССР, если они удостоены государственных наград Российской Федерации, РСФСР, СССР и безупречно прослужили в Военно-Морском Флоте, морских силах Федеральной пограничной службы Российской Федерации, морских частях пограничных войск КГБ СССР на кораблях и на должностях летного состава морской авиации 10, а в других морских частях 20 и более лет в календарном исчислении,

- гражданский персонал судов обеспечения Военно-Морского Флота, плавсостав и научный состав морского, речного, рыболовного, научно-исследовательского и экспедиционного флотов, если они удостоены Государственные награды Российской Федерации, РСФСР, СССР и безупречно проработали на судах 15 и более лет в календарном исчислении на день вступления в силу указа о награждении,

- конструкторы, разработчики, руководители проектно-конструкторских бюро, научно-исследовательских институтов и организаций, учебных заведений, руководители центральных органов управления судостроительной промышленности, работники основных профессий, непосредственно занятые на строительстве и ремонте судов и кораблей, если они удостоены государственных наград Российской Федерации, РСФСР, СССР и безупречно проработали по названым специальностям и профессиям 20 и более лет в календарном исчислении на день вступления в силу указа о награждении,

- руководители центральных, бассейновых органов управления, руководители научно-исследовательских институтов, учебных заведений морского, речного, рыболовного, научно-исследовательского и экспедиционного флотов, если они удостоены государственных наград Российской Федерации, РСФСР, СССР и безупречно проработали в названных отраслях 20 и более лет в календарном исчислении на день вступления в силу указа о награждении.

Юбилейная медаль «300 лет Российскому флоту» носится на левой стороне груди и располагается после юбилейной медали «75 лет Победы в Великой Отечественной войне 1941—1945 гг.».

## Описание юбилейной медали «300 лет Российскому флоту»
Юбилейная медаль «300 лет Российскому флоту» из томпака с серебрением, имеет форму круга диаметром 32 мм с выпуклым бортиком с обеих сторон. На лицевой стороне медали на фоне здания Адмиралтейства — профильное (влево) погрудное изображение Петра Первого. Вдоль верхнего края — надпись рельефными буквами «300 лет Российскому флоту». На оборотной стороне в верхней части — рельефная надпись «1696-1996», в нижней части на фоне лавровой и дубовой ветвей — изображение перекрещивающихся якорей. Медаль номера не имеет. Медаль при помощи ушка и кольца соединяется с пятиугольной колодкой, обтянутой шёлковой муаровой лентой белого цвета с двумя синими полосками, отстоящими от краёв ленты на 1 мм, ширина полосок 7 мм. Ширина ленты 24 мм.